# Pierre des Bignes
La Pierre des Bignes est un ensemble mégalithique situé en limite des communes de Habloville et de Neuvy-au-Houlme, dans le département de l'Orne, en Normandie.

## Description
Il s'agit d'un complexe mégalithique plus vaste qui comprenait à l'origine un dolmen sous tumulus, un tumulus avec chambres et un troisième tumulus, ce dernier ayant été complètement détruit par des travaux agricoles. Ces trois constructions étaient disposées les unes par rapport aux autres tels les trois sommets d'un triangle scalène. Ces trois éminences dépassant de la plaine environnante leur ont donné leur nom local de Pierre des Bignes, le toponyme bigne étant l'équivalent du mot bosse dans le patois local.

### Le dolmen sous tumulus

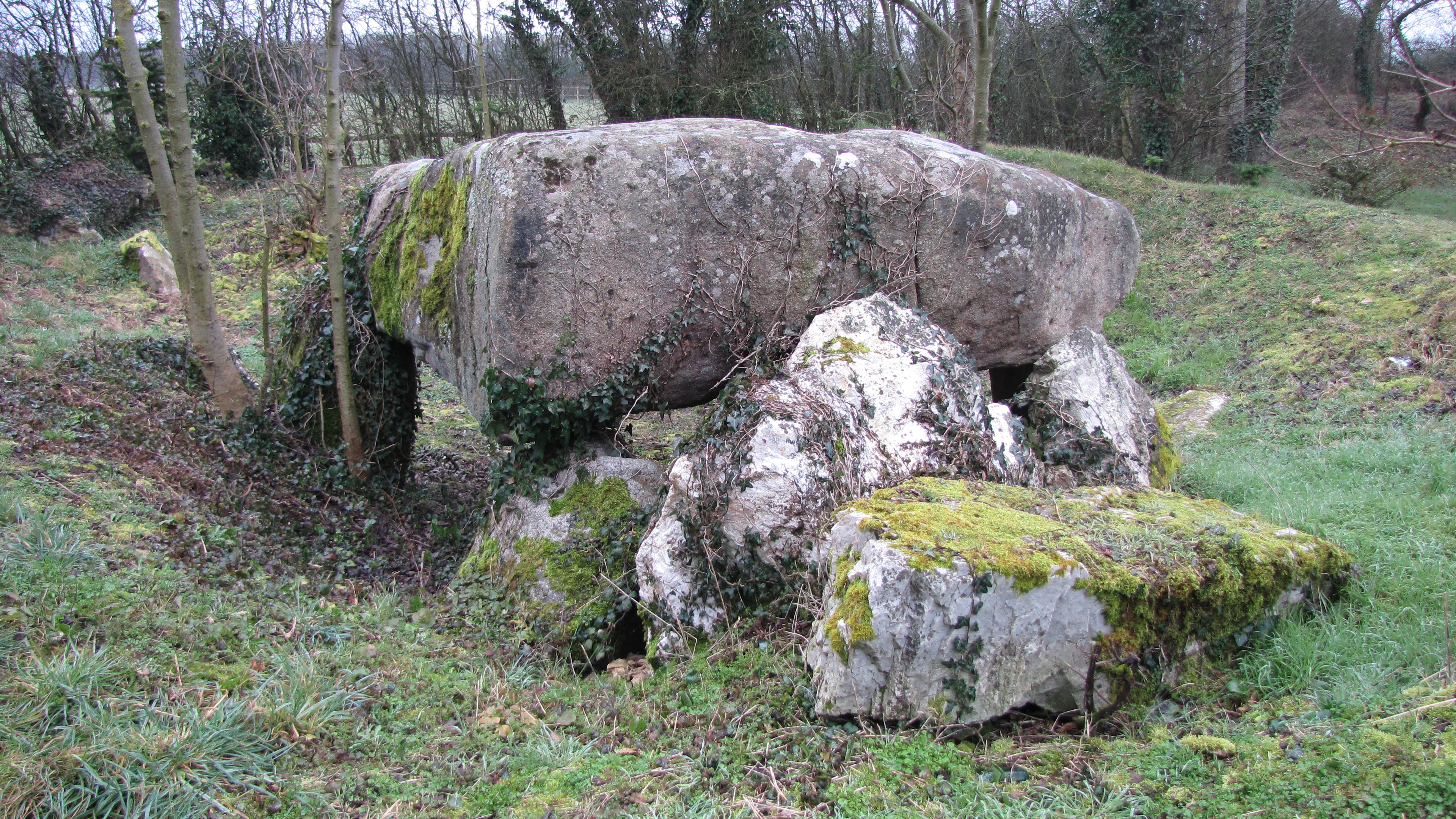
Dolmen sous tumulus

La chambre sépulcrale du dolmen est de forme rectangulaire, délimitée par quatre orthostates, dont trois supportent encore la massive table de couverture (3,25 m de long pour 2,95 m de large et une épaisseur moyenne de 0,80 m). Cette dalle  monolithique est en granite micacé de la région de Putanges-Pont-Écrepin, alors que les orthostates sont soit en granite, soit en quartzite. La table comporte des rainures naturelles et des cupules qui ont conduit certains au XIXe siècle à y voir une table destinée à réaliser des sacrifices humains et animaux, vision totalement fausse mais symptomatique des croyances de l'époque.
Selon la description donnée en 1835 dans le rapport d'Arcisse de Caumont, de Brix et Galeron, il semble qu'un petit couloir conduisait à la chambre sépulcrale, mais les dalles qui le constituaient avaient déjà disparu en 1902. De même ont disparu les petites dalles de calcaire qui composaient le cairn, dont il est par conséquent impossible d'estimer la forme et les dimensions. La cuvette actuelle, dans laquelle le dolmen est enserré, n'est pas représentative de l'ancien tumulus mais est une conséquence des travaux agricoles environnants.
L'édifice a été pillé de fort longue date, d'autant que selon la tradition il abritait un fabuleux trésor gardé par un génie. Aucun mobilier funéraire n'est connu.

### Le tumulus avec chambres

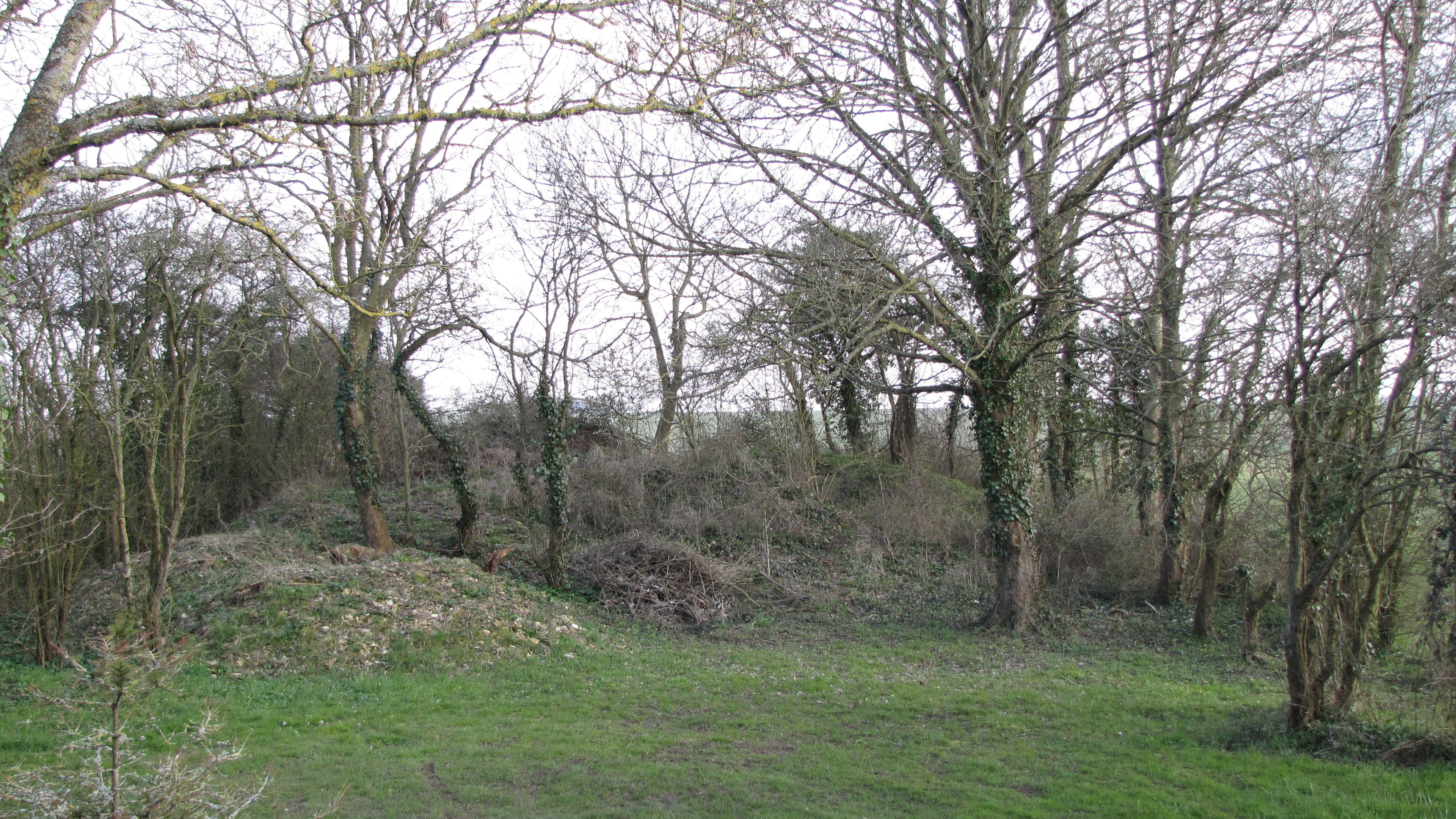
Tumulus des Bignes

Dans son ouvrage de 1933, Victor Mousset décrit le tumulus comme un « amas de pierres calcaires recouvert de terre, ses dimensions sont 25 m sur 19 m de large avec 4 m de hauteur ». Victor Mousset signale que le tumulus a d'ores et déjà été entamé pour en extraire de la pierre et que ces travaux ont mis au jour de nombreux ossements humains. Durant les combats de la poche de Falaise, le tumulus servit de tombe à des soldats allemands. Désormais très endommagé, le tumulus fit l'objet d'une fouille de sauvetage en 1963 dirigée par Bernard Edeine.
Cette fouille a permis de déterminer que le tumulus était à l’origine un cairn qui ne fut jamais recouvert de terre. Le cairn était entouré d'un mur de parement, soigneusement construit, d'une épaisseur de 2,25 m à 2,30 m, sa hauteur actuelle ne dépassant pas 0,80 m à 0,95 m. La base du tumulus est constituée d'une couche de terre argileuse de 0,30 m d'épaisseur qui incluait une couche de 10 cm à 15 cm de charbon de bois contenant quelques ossements d'animaux.
Des ossements humains (trois crânes entiers, des restes de crâne, des fragments d'os) appartenant à une douzaine d'individus différents ont été trouvés dans toute la structure du cairn. Les corps furent inhumés dans des positions et orientations variables mais plusieurs reposaient sur des dalles de calcaire ou dans des fosses aménagées dans la masse du cairn, fosses parfois recouvertes par encorbellement, parfois par une dalle.
Par comparaison avec des découvertes similaires, la construction de l'édifice est datée du Chasséen.

## Protection
Le site est classé aux Monuments Historiques depuis le 4 novembre 1931.